# 吹きこぼれ防止器

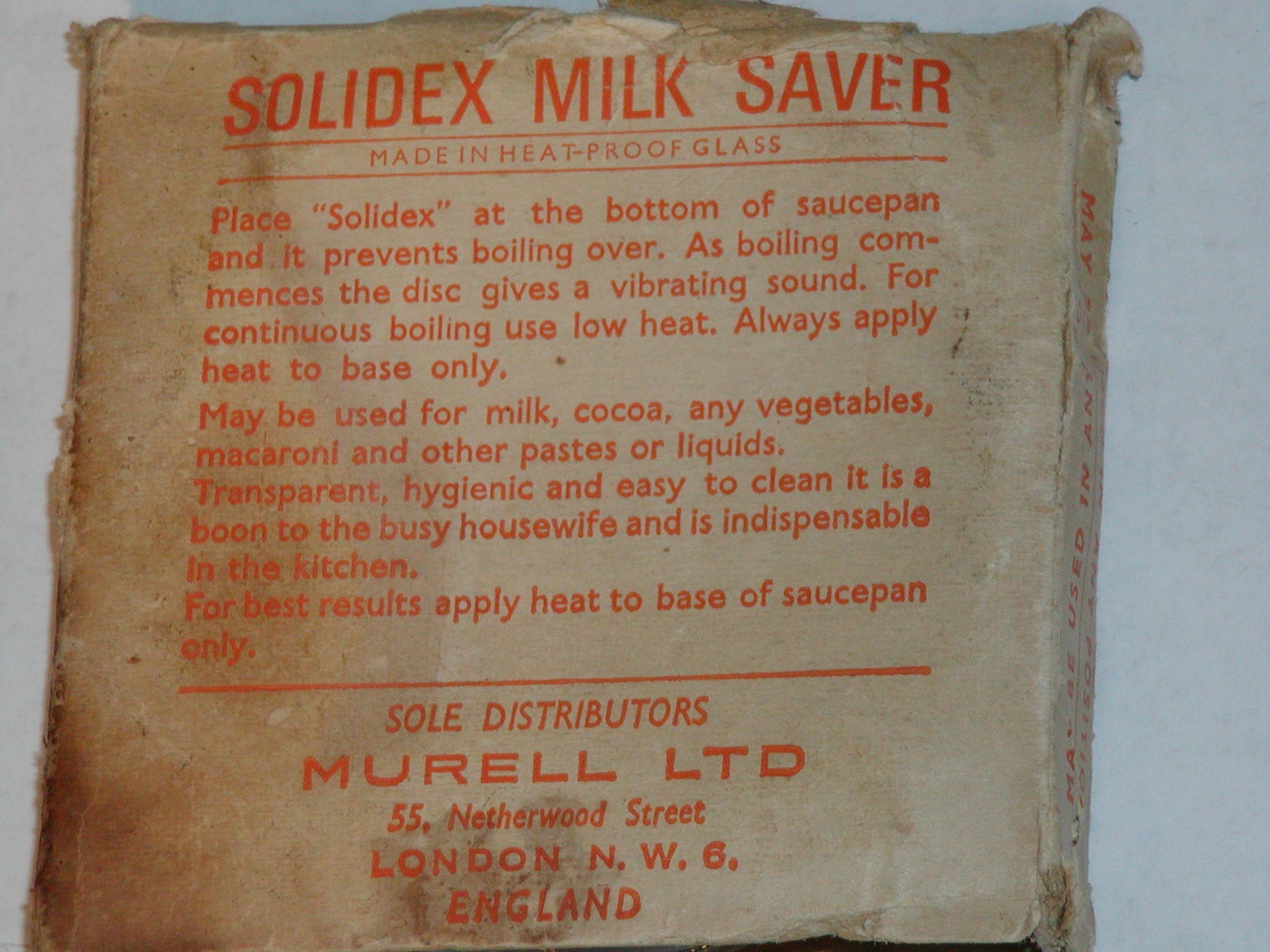
吹きこぼれ防止器の取扱説明書

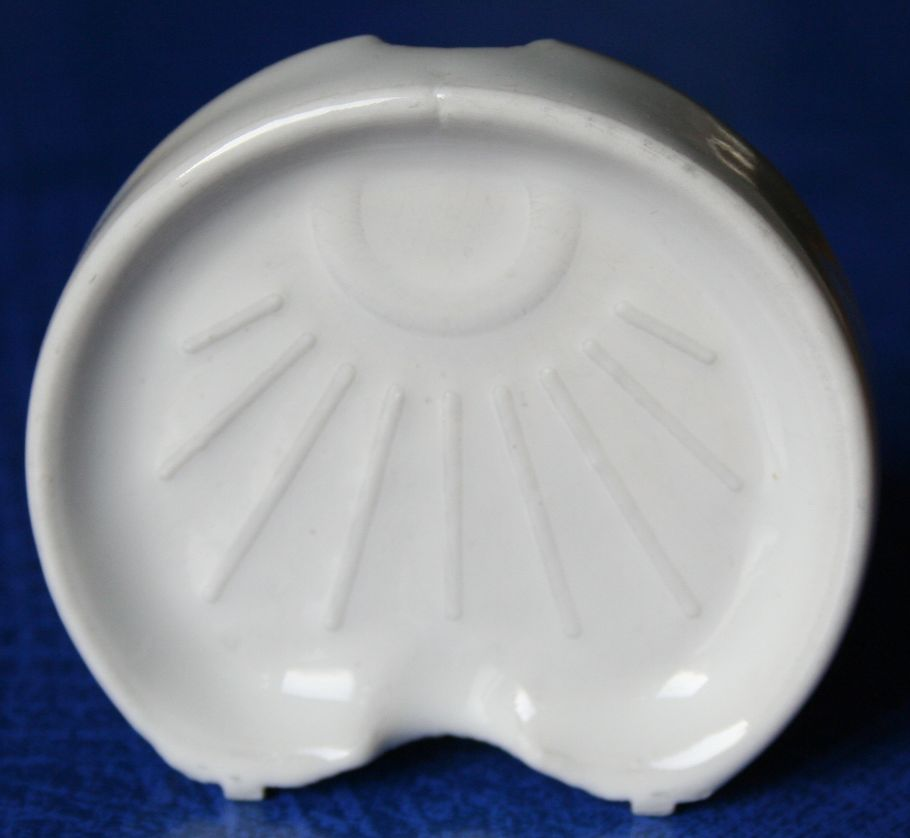
磁器製吹きこぼれ防止器。両側に一つずつくぼみが設けられ、くぼみのある側が高くなるよう円盤内部に傾斜が設けられていることが確認できる。

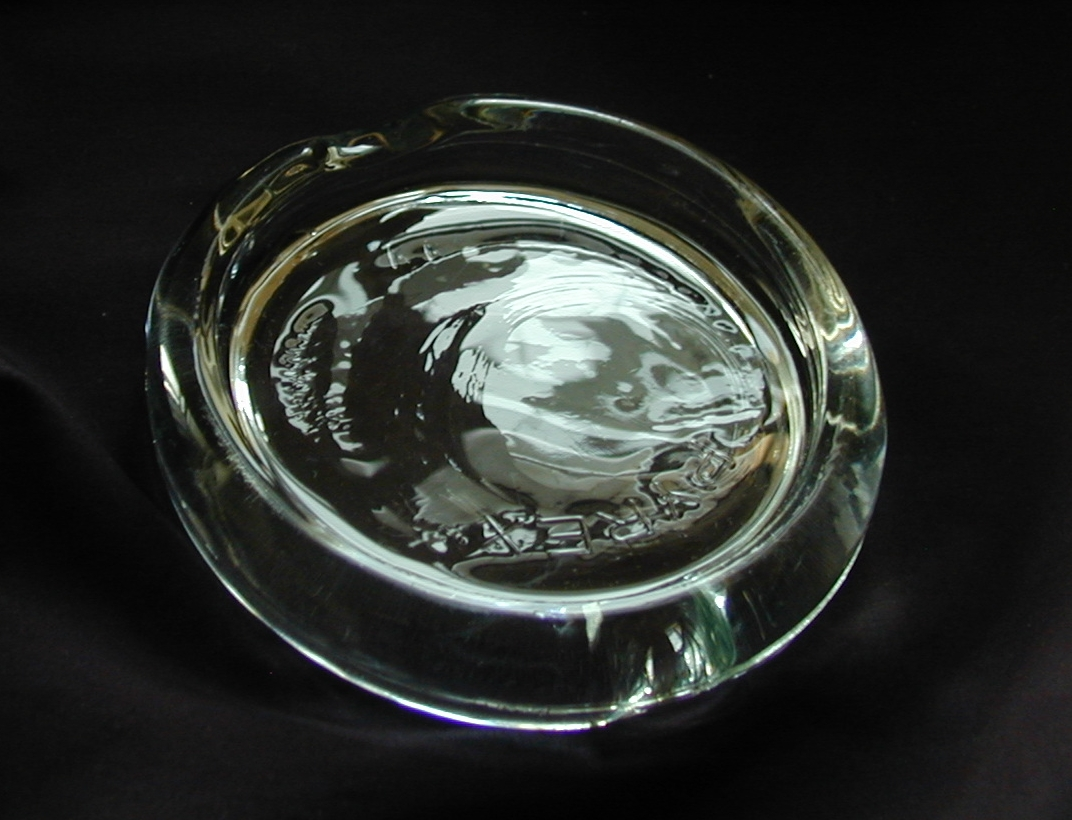
ガラス製吹きこぼれ防止器

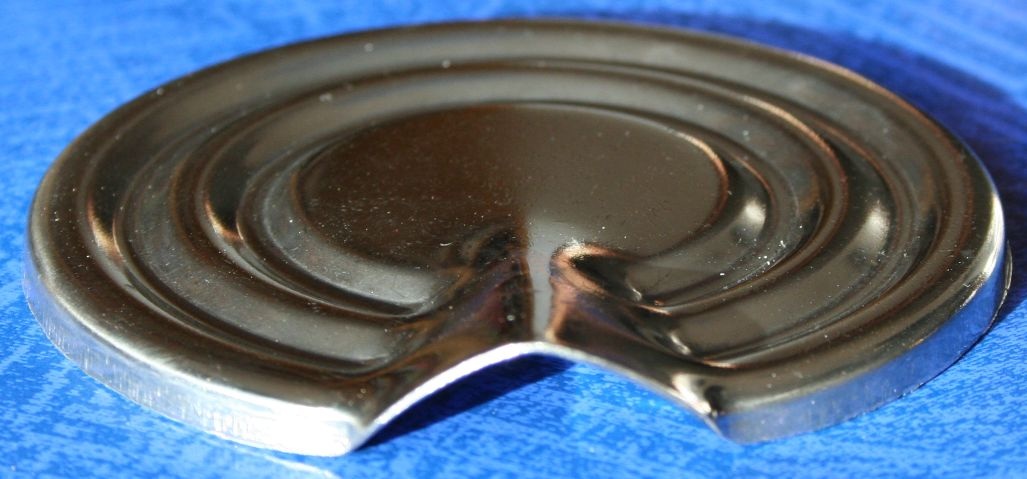
ステンレス製吹きこぼれ防止器

吹きこぼれ防止器（ふきこぼれぼうしき、英語：milk watcher、milk saver、pot watcher、pot minder、milk guard、boil over preventer）とは、鍋底に置いて液体の沸騰時の吹きこぼれを防止するための調理器具である。
吹きこぼれ防止器は、縁を盛り上げ、一方向にくぼみを設けた円盤の形をしている（写真参照）。表裏両用とするため、二方向にくぼみを設けているものもある。円盤の内側は平坦ではなく、くぼみのすぐ後ろ側に水蒸気を集める空間を設けるため、くぼみのある側が高くなるよう傾斜している。水蒸気は吹きこぼれ防止器の下に集まり、くぼみのある側を持ち上げる。水蒸気がある程度溜まるごとに、間欠的に放出されることで本体が振動し、ガラガラという音が発生する。

## 歴史
吹きこぼれ防止器は、ヴィンセント・ハートリーにより1938年に発明され、ラテン系の国々に広く普及した。

## 仕組み
ただのお湯などを沸かしただけでは、吹きこぼれることはない。例えば牛乳を加えた場合やうどんなどをゆでるとき、液体の粘度が高い場合、吹きこぼれが発生する。沸騰によってできた細かな水蒸気の泡の膜が破れにくくなり、泡がまとまらないまま煮汁全体を泡立ててしまう。吹きこぼれ防止器は、これら気泡の膜を破るような形で一つの大きな泡にまとめて放出することにより、この過程を妨げる。また、吹きこぼれ防止器が音を立てるため、調理を行う者は沸騰に気付きコンロの火力を弱めることができる。
吹きこぼれ防止器は、さらに、液体を鍋底付近で循環させることにより、液体が一か所にとどまり鍋底に焦げ付くのを防ぐこともできる
。